# Liste des œuvres d'art de l'Eure
 (janvier 2021).
Cet article vise à recenser les œuvres d'art dans l'espace public dans le département de l'Eure, en France.

## Liste
Les œuvres sont classées par ordre alphabétique de communes et, au sein de celles-ci, par ordre chronologique d'installation, dans la mesure des informations disponibles.

### Sculptures
| Œuvre                                              | Auteur                                   | Commune                    | Localisation                                                                                             | Notes | Installation    | Coordonnées                      | Illustration                                       |
| -------------------------------------------------- | ---------------------------------------- | -------------------------- | --- | --- | --------------- | -------------------------------- | -------------------------------------------------- |
| Buste d'Albert Parissot                            | Albert Miserey                           | Beaumont-le-Roger          | Sur la place de la gare, à l'intersection de la rue de la Ferrière (RD 23) et de la rue Théophile-Doucet | Représente Albert Parissot. | À déterminer    | 49° 04′ 29″ nord, 0° 46′ 26″ est | Image manquante                                    |
| Statue de Jacques Daviel,                          | Pierre Bouret                            | Bernay                     | Sur la place Gustave-Héon                                                                                | Représente Jacques Daviel. L'originale en bronze de 1891 d'Alphonse Guilloux est fondue sous le régime de Vichy, dans le cadre de la mobilisation des métaux non ferreux.                                                           | 1951            | 49° 05′ 23″ nord, 0° 35′ 50″ est | Statue de Jacques Daviel                           |
| Statue de Notre-Dame du Vœu                        | À déterminer                             | Bernay                     | Dans une parcelle, visible du bord de la rue du Haras                                                    | | 1872            | 49° 05′ 21″ nord, 0° 36′ 35″ est | Image manquante                                    |
| Monument à Sylla Lefèvre                           | À déterminer                             | Bernay                     | Sur la place Sylla Lefèvre au bord du boulevard de Normandie                                             | | À déterminer    | 49° 05′ 30″ nord, 0° 36′ 13″ est | Image manquante                                    |
| Buste d'un soldat vêtu à l'antique                 | À déterminer                             | Bernay                     | Dans le jardin de l'Abbaye, à côté d'une porte vitrée du musée des Beaux-Arts                            | | À déterminer    | à géolocaliser                   | Image manquante                                    |
| Buste                                              | À déterminer                             | Bernay                     | Dans le jardin de l'Abbaye, à côté d'une porte vitrée du musée des Beaux-Arts                            | | À déterminer    | à géolocaliser                   | Image manquante                                    |
| Statue d'un chien assis                            | À déterminer                             | Bernay                     | Dans le jardin de l'Abbaye, à côté d'une porte vitrée du musée des Beaux-Arts                            | | À déterminer    | à géolocaliser                   | Statue d'un chien assis                            |
| Statue du Christ du Sacré-Cœur                     | Lucien Alliot (en)                       | Bernay                     | Rue de la Victoire                                                                                       | | À déterminer    | à géolocaliser                   | Image manquante                                    |
| Monument au général de Gaulle                      | À déterminer                             | Bernay                     | Dans le square Gouas                                                                                     | Représente Charles de Gaulle. | À déterminer    | 49° 05′ 35″ nord, 0° 36′ 06″ est | Image manquante                                    |
| Statue de la Vierge                                | À déterminer                             | Boisney                    | Intersection de la Grande rue et la rue de la Vierge                                                     | | À déterminer    | à géolocaliser                   | Statue de la Vierge                                |
| Buste de Jacques Laffitte                          | Copie d'après Jean-Jacques Flatters      | Breteuil                   | Sur la place Laffitte, devant la mairie                                                                  | Représente Jacques Laffitte. L'original de 1845 est fondu sous le régime de Vichy, dans le cadre de la mobilisation des métaux non ferreux.                                                                                         | À déterminer    | 48° 50′ 10″ nord, 0° 54′ 48″ est | Buste de Jacques Laffitte                          |
| Buste de Théodule Ribot,                           | Patrick Paumelle fondeur                 | Breteuil                   | Intersection de l'avenue Fernand-Prévost et de la rue des Lavandières                                    | Représente Théodule Ribot. L'original de 1893 de Louis-Émile Décorchemont est fondu sous le régime de Vichy, dans le cadre de la mobilisation des métaux non ferreux. La fonte de 2000 est réalisée à partir du plâtre original     | 2000            | 48° 50′ 14″ nord, 0° 54′ 44″ est | Image manquante                                    |
| Buste d'Augustin Fresnel,                          | Copie d'après Pierre-Jean David d'Angers | Broglie                    | Façade de la maison natale d'Augustin Fresnel, rue Jean François Mérimée                                 | Représente Augustin Fresnel. | 1884            | 49° 00′ 32″ nord, 0° 31′ 47″ est | Buste d'Augustin Fresnel                           |
| Statue de Quentin de La Tour                       | Firmin Michelet                          | Conches-en-Ouche           | Parc de Conches                                                                                          | Représente Quentin de La Tour. | À déterminer    | 48° 57′ 35″ nord, 0° 56′ 25″ est | Statue de Quentin de La Tour                       |
| Une heure de la nuit, ou Le crépuscule             | Joseph-Michel-Ange Pollet                | Conches-en-Ouche           | Jardin public                                                                                            | | 1953            | à géolocaliser                   | Image manquante                                    |
| Sanglier                                           | Georges Guyot                            | Conches-en-Ouche           | Sur la place devant la mairie, rue Sainte-Foy                                                            | | 1952            | 48° 57′ 43″ nord, 0° 56′ 35″ est | Sanglier                                           |
| Chevaux                                            | À déterminer                             | Conches-en-Ouche           | Sur le rond-point joignant la route du Neubourg (RD 840) et la rue de la République                      | | À déterminer    | 48° 58′ 23″ nord, 0° 56′ 23″ est | Image manquante                                    |
| Le pèlerinage de Saint-Jacques-de-Compostelle      | À déterminer                             | Conches-en-Ouche           | Rond-point à l'intersection de la RD 830, la RD 840 et la rue François-Mitterrand                        | | À déterminer    | 48° 57′ 07″ nord, 0° 56′ 47″ est | Image manquante                                    |
| Statue de Notre-Dame-de-Lourdes                    | À déterminer                             | Drucourt                   | Au bord de la rue de Broglie (RD 22)                                                                     | | À déterminer    | 49° 06′ 49″ nord, 0° 28′ 01″ est | Statue de Notre-Dame-de-Lourdes                    |
| Statue du général de Gaulle                        | Romain Legret                            | Évreux                     | Sur la place du Général de Gaulle                                                                        | Représente Charles de Gaulle. | 2019            | 49° 01′ 38″ nord, 1° 09′ 04″ est | Image manquante                                    |
| Antinoüs du Belvédère                              | Copie d'après ?                          | Évreux                     | Jardin public François-Mitterrand                                                                        | Érigé dans le parc du château de Bizy. Classé MH (1942). | 1814            | 49° 01′ 14″ nord, 1° 08′ 59″ est | Antinoüs du Belvédère                              |
| Hercule et Télèphe,                                | Copie d'après ?                          | Évreux                     | Jardin public François-Mitterrand                                                                        | Érigé dans le parc du château de Bizy. Classé MH (1942). | 1814            | 49° 01′ 15″ nord, 1° 09′ 02″ est | Hercule et Télèphe                                 |
| Diane à la biche                                   | Copie d'après Léocharès                  | Évreux                     | Jardin public François-Mitterrand                                                                        | Érigé dans le parc du château de Bizy. Classé MH (1942). | 1814            | à géolocaliser                   | Image manquante                                    |
| Statue de Saint Michel terrassant le démon         | À déterminer                             | Évreux                     | Intersection de la côte Henri Monduit et de la rue Surcouf                                               | | À déterminer    | 49° 01′ 45″ nord, 1° 08′ 09″ est | Statue de Saint Michel terrassant le démon         |
| Sans titre                                         | Gérard Vincent                           | Évreux                     | Jardin public François-Mitterrand                                                                        | | À déterminer    | 49° 01′ 10″ nord, 1° 09′ 01″ est | Image manquante                                    |
| Le bâtisseur de cathédrale                         | Cyrille André                            | Évreux                     | Sur la place Armand-Mandle                                                                               | Érigé[Quand ?] dans la cour du musée. | 2018            | à géolocaliser                   | Image manquante                                    |
| Module Alpha                                       | Ulysse Lacoste                           | Évreux                     | parvis de la cathédrale                                                                                  | | 2018            | 49° 01′ 27″ nord, 1° 09′ 00″ est | Image manquante                                    |
| Éole                                               | Catherine Baas                           | Évreux                     | Jardin public François-Mitterrand                                                                        | | 2018            | 49° 01′ 16″ nord, 1° 09′ 01″ est | Image manquante                                    |
| (la) Fidei defensor                                | Folkert de Jong                          | Évreux                     | Cour du musée                                                                                            | | 2014            | à géolocaliser                   | Image manquante                                    |
| Mémoire d'arbre                                    | William Noblet                           | Évreux                     | Jardin public François-Mitterrand                                                                        | | À déterminer    | à géolocaliser                   | Image manquante                                    |
| Ombrière                                           | Christiane Müller                        | Évreux                     | Jardin public François-Mitterrand                                                                        | | À déterminer    | à géolocaliser                   | Image manquante                                    |
| Nomade                                             | William Noblet                           | Évreux                     | Allée du Miroir de l'eau                                                                                 | | À déterminer    | 49° 01′ 25″ nord, 1° 08′ 59″ est | Image manquante                                    |
| Notre-Dame de France                               | À déterminer                             | Flancourt-Catelon          | Intersection de la route de Bourg-Achard (RD 91) et de la route d'Épreville (RD 691)                     | | après août 1944 | 49° 19′ 55″ nord, 0° 45′ 59″ est | Image manquante                                    |
| Buste d'Augustin Pouyer-Quertier,                  | Daniel Goupil                            | Fleury-sur-Andelle         | Jardin de l'Andelle                                                                                      | Représente Augustin Pouyer-Quertier. L'original en bronze réalisé par Alphonse Guilloux en 1909 est érigé sur la place de la mairie. Il est fondu sous le régime de Vichy, dans le cadre de la mobilisation des métaux non ferreux. | 1999            | à géolocaliser                   | Image manquante                                    |
| Buste de Salvador Allende                          | José Edulio Barrientos                   | Gaillon                    | Sur la place Allende                                                                                     | Représente Salvador Allende. | 1980            | 49° 09′ 35″ nord, 1° 19′ 55″ est | Buste de Salvador Allende                          |
| Statue de Pierre Mendès France                     | José Edulio Barrientos                   | Gaillon                    | 43 avenue du Maréchal Leclerc (RD 77)                                                                    | Représente Pierre Mendès France. | 1988            | 49° 09′ 35″ nord, 1° 20′ 20″ est | Statue de Pierre Mendès France                     |
| Statue du général Marie Pierre Isidore de Blanmont | Antoine Desboeufs                        | Gisors                     | Sur la place de Blanmont                                                                                 | Représente Marie Pierre Isidore de Blanmont. | 1851            | 49° 16′ 50″ nord, 1° 46′ 21″ est | Statue du général Marie Pierre Isidore de Blanmont |
| Statue de la Vierge                                | À déterminer                             | Giverville                 | À déterminer                                                                                             | | À déterminer    | à géolocaliser                   | Statue de la Vierge                                |
| Statue du Sacré-Cœur                               | À déterminer                             | Giverville                 | À déterminer                                                                                             | | À déterminer    | à géolocaliser                   | Statue du Sacré-Cœur                               |
| Statue de la Vierge                                | À déterminer                             | Harcourt                   | Intersection de la rue de la Libération août 1944 (RD 137) et de la rue aux Roux                         | | À déterminer    | 49° 09′ 53″ nord, 0° 47′ 21″ est | Image manquante                                    |
| Les Méditations - statue d'Aristide Briand,        | Émile Oscar Guillaume                    | Hardencourt-Cocherel       | Intersection du chemin du Gué-Turbure et de la route des Moulins (RD 57)                                 | Représente Aristide Briand. Une copie est érigée en 1937 à Ouistreham. | 1934            | 49° 03′ 24″ nord, 1° 19′ 59″ est | Image manquante                                    |
| Monument à Aristide Briand                         | Émile Oscar Guillaume                    | Houlbec-Cocherel           | Dans le cimetière de Cocherel                                                                            | | À déterminer    | 49° 03′ 09″ nord, 1° 20′ 24″ est | Monument à Aristide Briand                         |
| Statue de la Vierge                                | À déterminer                             | Illeville-sur-Montfort     | Hameau du Karouge, intersection de la rue de la Vierge et de la RD 91                                    | | À déterminer    | 49° 19′ 05″ nord, 0° 42′ 50″ est | Image manquante                                    |
| Monument à Achille Martel                          | À déterminer                             | Ivry-la-Bataille           | Boulevard de la gare, entre la mairie et l'école Henri IV                                                | | À déterminer    | 48° 53′ 05″ nord, 1° 27′ 37″ est | Image manquante                                    |
| Buste de Jacques Daviel,                           | À déterminer                             | La Barre-en-Ouche          | Sur la façade sud de la mairie, sur la place de la Mairie                                                | Représente Jacques Daviel. | À déterminer    | 48° 56′ 45″ nord, 0° 39′ 56″ est | Image manquante                                    |
| Buste d'Arthur Bénoni Ferrand                      | À déterminer                             | Le Neubourg                | Intersection de la rue du Général de Gaulle et de la rue de la Paix                                      | | 1930            | 49° 09′ 00″ nord, 0° 54′ 22″ est | Buste d'Arthur Bénoni Ferrand                      |
| Statue de Jacques Charles Dupont de l'Eure,        | Roger Courroy                            | Le Neubourg                | Sur la place Dupont de l'Eure                                                                            | Représente Jacques Charles Dupont de l'Eure. L'originale en bronze de 1881 de Louis-Émile Décorchemont est fondue sous le régime de Vichy, dans le cadre de la mobilisation des métaux non ferreux.                                 | 1948            | 49° 08′ 55″ nord, 0° 54′ 06″ est | Statue de Jacques Charles Dupont de l'Eure         |
| Monument à Nicolas Poussin                         | Léon Coutil                              | Les Andelys                | Rue du Galardon (hameau de Villers)                                                                      | Représente Nicolas Poussin. | 1926            | 49° 14′ 11″ nord, 1° 27′ 26″ est | Stèle Nicolas Poussin                              |
| Monument à Jean-Pierre Blanchard,                  | Paul Ducuing                             | Les Andelys                | Sur la place Saint-Sauveur                                                                               | Représente Jean-Pierre Blanchard. | 1911            | 49° 14′ 33″ nord, 1° 23′ 59″ est | Monument à Jean-Pierre Blanchard                   |
| Statue de Nicolas Poussin                          | Constant Roux                            | Les Andelys                | Jardins de Notre-Dame                                                                                    | Représente Nicolas Poussin. Érigé dans le parc Nicolas-Poussin en 1934. | 2017            | 49° 14′ 49″ nord, 1° 25′ 20″ est | Statue de Nicolas Poussin                          |
| L'Exilé,                                           | Ludovic-Eugène Durand                    | Louviers                   | Sur la place Ernest-Thorel                                                                               | | 1936            | 49° 12′ 56″ nord, 1° 10′ 06″ est | L'Exilé                                            |
| Sans titre                                         | À déterminer                             | Louviers                   | Rue de l'Île                                                                                             | | À déterminer    | 49° 12′ 42″ nord, 1° 10′ 16″ est | Sans titre                                         |
| Sans titre                                         | À déterminer                             | Louviers                   | Rue de l'Île                                                                                             | | À déterminer    | 49° 12′ 42″ nord, 1° 10′ 15″ est | Sans titre                                         |
| Buste d'Édouard Lanon                              | Ernest-Eugène Chrétien                   | Louviers                   | Dans la niche de droite du balcon en façade du musée, place Ernest-Thorel                                | | 1884            | 49° 12′ 53″ nord, 1° 10′ 07″ est | Buste d'Édouard Lanon                              |
| Buste                                              | À déterminer                             | Louviers                   | Dans la niche de gauche du balcon en façade du musée, place Ernest-Thorel                                | | À déterminer    | à géolocaliser                   | Buste                                              |
| Buste                                              | À déterminer                             | Louviers                   | Sur la façade au premier du bâtiment du musée, place Ernest-Thorel                                       | | À déterminer    | 49° 12′ 53″ nord, 1° 10′ 07″ est | Buste                                              |
| Sans titre                                         | À déterminer                             | Louviers                   | Jardin public Aristide-Briand                                                                            | | À déterminer    | 49° 12′ 43″ nord, 1° 09′ 50″ est | Image manquante                                    |
| Notre-Dame-de-la-Paix                              | Josette Hébert-Coëffin                   | Lyons-la-Forêt             | À déterminer                                                                                             | Inaugurée le 14 août 1948 | 1948            | à géolocaliser                   | Image manquante                                    |
| Buste d'Albert Lebourg                             | À déterminer                             | Montfort-sur-Risle         | Devant la mairie                                                                                         | Représente Albert Lebourg. | 2017            | à géolocaliser                   | Image manquante                                    |
| Monument à Aristide Briand,                        | Émile Oscar Guillaume                    | Pacy-sur-Eure              | Intersection de la rue Charcot et de la rue René-Prin                                                    | Représente Aristide Briand. | 1933            | 49° 00′ 49″ nord, 1° 23′ 19″ est | Monument à Aristide Briand                         |
| Buste d'Alfred Canel                               | À déterminer                             | Pont-Audemer               | Façade du musée Alfred-Canel, 64 rue de la République                                                    | Représente Alfred Canel. | À déterminer    | 49° 21′ 24″ nord, 0° 30′ 57″ est | Buste d'Alfred Canel                               |
| Statue de la Vierge                                | À déterminer                             | Routot                     | Intersection de la rue du stade et de la rue de l'orme                                                   | | À déterminer    | 49° 23′ 13″ nord, 0° 44′ 15″ est | Image manquante                                    |
| Statue de la Vierge                                | À déterminer                             | Saint-Georges-du-Vièvre    | Intersection de la route de saint Jean (RD 47) et de la route de Giverville (RD 29)                      | | À déterminer    | 49° 14′ 24″ nord, 0° 35′ 04″ est | Statue de la Vierge                                |
| Statue de la Vierge                                | À déterminer                             | Saint-Pierre-de-Cormeilles | Entre la RD 810 et la RD 22, au bord du rond-point                                                       | | À déterminer    | 49° 14′ 19″ nord, 0° 22′ 48″ est | Image manquante                                    |
| Statue de la Liberté                               | À déterminer                             | Val-de-Reuil               | À déterminer                                                                                             | | À déterminer    | à géolocaliser                   | Image manquante                                    |
| L'Astrolabe                                        | Alain Le Boucher et Bernard Trezeguet    | Val-de-Reuil               | Intersection de la rue Grande et de la rue Septentrion                                                   | | 1991            | 49° 16′ 16″ nord, 1° 12′ 34″ est | Image manquante                                    |
| Le Portique                                        | Marthe et Jean-Marie Simonnet            | Val-de-Reuil               | Rond-point de la chaussée du Vexin (RD 71) et de l'avenue des Falaises (RD 6154)                         | Surnommé « Fantôme » par les habitants. | 1979            | 49° 15′ 16″ nord, 1° 11′ 31″ est | Image manquante                                    |
| Pensée-Refuge                                      | Vincent Strebelle                        | Val-de-Reuil               | À déterminer                                                                                             | | 1979            | à géolocaliser                   | Image manquante                                    |
| Harmonie                                           | Yuri Vassiliev                           | Val-de-Reuil               | Intersection de la voie de la Ferme et de l'avenue des Falaises                                          | | 1979            | 49° 16′ 18″ nord, 1° 13′ 00″ est | Image manquante                                    |
| Le Polymorphe rouge                                | Marthe et Jean-Marie Simonnet            | Val-de-Reuil               | Pelouse devant la mairie, chaussée de Léry                                                               | | 2011            | 49° 16′ 20″ nord, 1° 13′ 03″ est | Image manquante                                    |
| Les 3 petits fantômes                              | Marthe et Jean-Marie Simonnet            | Val-de-Reuil               | Pelouse devant la mairie, chaussée de Léry                                                               | | À déterminer    | 49° 16′ 22″ nord, 1° 13′ 02″ est | Image manquante                                    |
| L'arbre-Forêt                                      | Christian Zimmerman                      | Val-de-Reuil               | Rond-point de la route des Sablons et la chaussée du Parc                                                | | 2015            | 49° 16′ 04″ nord, 1° 12′ 57″ est | Image manquante                                    |
| IP1                                                | Nicolas Sanhes                           | Val-de-Reuil               | Intersection de la chaussée de Léry et de l'avenue des Falaises, près du théâtre de l'Arsenal            | | 2015            | 49° 16′ 19″ nord, 1° 13′ 06″ est | Image manquante                                    |
| Dans les limites                                   | Marc Charpin                             | Val-de-Reuil               | Dans le parc entre la voie Coudée et la promenade des Tilleuls                                           | | 1979            | 49° 16′ 22″ nord, 1° 12′ 52″ est | Image manquante                                    |
| Cinétisme                                          | Luis Tomasello                           | Val-de-Reuil               | Intersection de la rue Grande et de la voie Coudée, sur le côté d'un immeuble                            | | 1976            | 49° 16′ 19″ nord, 1° 12′ 49″ est | Image manquante                                    |
| Les Mariés                                         | Jean-Alexandre Delattre                  | Verneuil-sur-Avre          | Pelouse devant la mairie, avenue Victor-Hugo                                                             | | 1998            | 48° 44′ 26″ nord, 0° 55′ 47″ est | Image manquante                                    |
| Monument à Aubery du Boulley                       | Louis-Émile Décorchemont                 | Verneuil-sur-Avre          | Jardin de l'hôtel de ville                                                                               | | 1896            | à géolocaliser                   | Image manquante                                    |
| People                                             | Olivier Gerval                           | Vernon                     | Allée longeant la RD 181, près du rond-point de l'Espace                                                 | | 1999            | 49° 05′ 51″ nord, 1° 29′ 20″ est | Image manquante                                    |

### Monuments pour une bataille ou un événement
| Œuvre                                                | Auteur       | Commune              | Localisation                                                  | Notes                                            | Installation | Coordonnées                      | Illustration                                         |
| ---------------------------------------------------- | ------------ | -------------------- | ------------------------------------------------------------- | ------------------------------------------------ | ------------ | -------------------------------- | ---------------------------------------------------- |
| Monument Dudou                                       | À déterminer | Boisney              | Grande rue, au bord du parking                                |                                                  | 1904         | 49° 09′ 16″ nord, 0° 39′ 16″ est | Monument Dudou                                       |
| Pyramide commémorative de la bataille d'Ivry         | À déterminer | Épieds               | Au bord de la RD 163                                          | Inscrit MH (1862)                                | 1804         | 48° 55′ 21″ nord, 1° 23′ 56″ est | Pyramide commémorative de la bataille d'Ivry         |
| Monument commémoratif de la bataille de Cocherel     | À déterminer | Houlbec-Cocherel     | Intersection de la RD 57 et du chemin « Les sablons »         | Commémore la bataille de Cocherel.               | À déterminer | 49° 03′ 11″ nord, 1° 19′ 19″ est | Monument commémoratif de la bataille de Cocherel     |
| Monument à la catastrophe ferroviaire de Saint-Élier | À déterminer | La Croisille         | À déterminer                                                  | Commémore l'accident ferroviaire de Saint-Élier. | 1936         | à géolocaliser                   | Monument à la catastrophe ferroviaire de Saint-Élier |
| Monument à Paolo Zuccarelli                          | À déterminer | Marcilly-la-Campagne | Au bord de la route Nationale (RD 6154)                       | Commémore Paolo Zuccarelli.                      | À déterminer | 48° 49′ 45″ nord, 1° 11′ 05″ est | Monument à Paolo Zuccarelli                          |
| Obélisque de la Croix Blanche                        | À déterminer | Saint-Marcel         | Au bord de la route de Chambray (RD 64), en face de la mairie | Commémore Louis-Marie Fouquet de Belle-Isle.     | 1759         | 49° 05′ 48″ nord, 1° 26′ 53″ est | Obélisque de la Croix Blanche                        |

### Fontaines
| Œuvre                                | Auteur                                | Commune        | Localisation                                                 | Notes                                        | Installation | Coordonnées                      | Illustration                         |
| ------------------------------------ | ------------------------------------- | -------------- | ------------------------------------------------------------ | -------------------------------------------- | ------------ | -------------------------------- | ------------------------------------ |
| Fontaine                             | À déterminer                          | Breteuil       | Sur la place Laffitte                                        |                                              | À déterminer | 48° 50′ 09″ nord, 0° 54′ 49″ est | Fontaine de Breteuil                 |
| Fontaine                             | À déterminer                          | Écouis         | Route de Lyons, à côté de la collégiale Notre-Dame           |                                              | À déterminer | 49° 18′ 39″ nord, 1° 25′ 58″ est | Fontaine d'Écouis                    |
| Fontaine monumentale                 | Louis-Émile Décorchemont              | Évreux         | Sur la place du général de Gaulle                            |                                              | 1882         | 49° 01′ 37″ nord, 1° 09′ 04″ est | Fontaine monumentale d'Évreux        |
| Fontaine Wallace                     | Copie d'après Charles-Auguste Lebourg | Évreux         | Boulevard Chauvin                                            |                                              | À déterminer | 49° 01′ 27″ nord, 1° 08′ 37″ est | Image manquante                      |
| Fontaine                             | À déterminer                          | Gaillon        | Sur la place Aristide-Briand                                 |                                              | À déterminer | 49° 09′ 37″ nord, 1° 20′ 03″ est | Fontaine à Gaillon                   |
| Fontaine                             | José Edulio Barrientos                | Gaillon        | Rue des Arrière-Fossés                                       |                                              | À déterminer | 49° 09′ 35″ nord, 1° 19′ 46″ est | Fontaine à Gaillon                   |
| Fontaine                             | À déterminer                          | Gaillon        | parc de la Mairie                                            |                                              | À déterminer | 49° 09′ 39″ nord, 1° 20′ 01″ est | Fontaine à Gaillon                   |
| Fontaine de l'envol                  | À déterminer                          | Le Neubourg    | Sur la place Aristide Briand                                 |                                              | À déterminer | 49° 08′ 54″ nord, 0° 54′ 02″ est | Image manquante                      |
| Fontaine                             | À déterminer                          | Le Neubourg    | Sur la place Dupont de l'Eure                                |                                              | À déterminer | 49° 08′ 56″ nord, 0° 54′ 09″ est | Image manquante                      |
| Fontaine                             | À déterminer                          | Les Andelys    | Sur la place Saint-Sauveur                                   |                                              | À déterminer | 49° 14′ 33″ nord, 1° 23′ 58″ est | Fontaine des Andelys                 |
| Fontaine de dévotion Sainte-Clotilde | Anonyme                               | Les Andelys    | Intersection de la rue Sainte-Clotilde et du boulevard Néhou |                                              | XIIe siècle  | 49° 14′ 44″ nord, 1° 25′ 15″ est | Fontaine de dévotion Sainte-Clotilde |
| Fontaine                             | À déterminer                          | Lieurey        | Sur la place de la mairie                                    |                                              | À déterminer | 49° 13′ 50″ nord, 0° 29′ 56″ est | Image manquante                      |
| Fontaine                             | À déterminer                          | Lyons-la-Forêt | Sur la place Isaac Benserade                                 |                                              | À déterminer | 49° 23′ 57″ nord, 1° 28′ 37″ est | Fontaine de Lyons-la-Forêt           |
| Fontaine                             | À déterminer                          | Ménilles       | Sur la place de la mairie                                    |                                              | À déterminer | 49° 02′ 00″ nord, 1° 22′ 00″ est | Image manquante                      |
| Fontaine des droits de l'Homme       | Christian Zimmerman                   | Val-de-Reuil   | Rond-point de la chaussée du parc et de la route de Louviers |                                              | 2010         | 49° 16′ 23″ nord, 1° 12′ 42″ est | Image manquante                      |
| Fontaine Défontaine                  | À déterminer                          | Vernon         | Derrière la mairie, place Adolphe-Barette                    |                                              | 1898         | 49° 05′ 34″ nord, 1° 29′ 07″ est | Fontaine Défontaine                  |
| Fontaine Chérence                    | Copie d'après Germain Pilon           | Vernon         | Sur la place de Paris                                        | Également appelée fontaine des Trois Grâces. | 1984         | 49° 05′ 31″ nord, 1° 29′ 14″ est | Fontaine Chérence                    |

### Mosaïques
| Œuvre       | Auteur           | Commune      | Localisation | Notes | Installation | Coordonnées                      | Illustration    |
| ----------- | ---------------- | ------------ | --- | ----- | ------------ | -------------------------------- | --------------- |
| Cha-cha-cha | Élisabeth Ballet | Pont-Audemer | Autour du rond-point reliant la place du Pot d'Étain, la route de Lisieux, la rue Jules-Ferry (RD 87) et la place Jules-Ferry |       | 2001         | 49° 21′ 12″ nord, 0° 30′ 46″ est | Image manquante |

### Peintures murales
| Œuvre                                                  | Auteur                                               | Commune                | Localisation                                                                                 | Notes | Installation | Coordonnées                      | Illustration    |
| ------------------------------------------------------ | ---------------------------------------------------- | ---------------------- | -------------------------------------------------------------------------------------------- | ----- | ------------ | -------------------------------- | --------------- |
| Le cerf                                                | Paule Adeline                                        | Ambenay                | Intersection de la RD 61 et de la rue du Fief Gruel, sur le château d'eau                    |       | À déterminer | 48° 50′ 31″ nord, 0° 44′ 02″ est | Image manquante |
| Le Semeur                                              | Paule Adeline                                        | Bémécourt              | Au bord de la route de Souvilly (RD 141), sur le château d'eau                               |       | À déterminer | 48° 50′ 33″ nord, 0° 51′ 48″ est | Image manquante |
| La moisson                                             | Paule Adeline                                        | Berville-la-Campagne   | Au lieu-dit « La Haute Sente », sur le château d'eau                                         |       | À déterminer | 49° 01′ 16″ nord, 0° 53′ 02″ est | Image manquante |
| Le Semeur                                              | Paule Adeline                                        | Caillouet-Orgeville    | Rue des Vignes, sur le château d'eau                                                         |       | À déterminer | 49° 00′ 15″ nord, 1° 18′ 20″ est | Image manquante |
| Travaux des champs à l'ancienne                        | Paule Adeline                                        | Marcilly-la-Campagne   | Sentier de Vaux, sur le château d'eau                                                        |       | À déterminer | 48° 50′ 02″ nord, 1° 10′ 29″ est | Image manquante |
| Élevage des trotteurs, pêche au lancer                 | Paule Adeline                                        | Montreuil-l'Argillé    | Au lieu-dit « Le Petit Mesnil », au bord de la rue Gilbert Hue (RD 35), sur le château d'eau |       | À déterminer | 48° 55′ 40″ nord, 0° 27′ 31″ est | Image manquante |
| Les Glaneuses                                          | Copie d'après Jean-François Millet par Paule Adeline | Neaufles-Auvergny      | Au bord de la RD 830, sur le château d'eau                                                   |       | À déterminer | 48° 52′ 02″ nord, 0° 44′ 27″ est | Image manquante |
| Paysage de Normandie                                   | Paule Adeline                                        | Notre-Dame-du-Hamel    | Au lieu-dit « La Davière », sur le château d'eau                                             |       | À déterminer | 48° 53′ 42″ nord, 0° 31′ 58″ est | Image manquante |
| Un daim et un chevreuil à l'orée d'une forêt automnale | Paule Adeline                                        | Piseux                 | Au bord de la RD 51, sur le château d'eau                                                    |       | À déterminer | 48° 46′ 09″ nord, 0° 57′ 40″ est | Image manquante |
| Bords de l'Eure                                        | Paule Adeline                                        | Romilly-la-Puthenaye   | Au lieu-dit « Le Nouveau Monde », impasse du château d'eau, sur le château d'eau             |       | À déterminer | 49° 00′ 28″ nord, 0° 49′ 06″ est | Image manquante |
| La tapisserie de Bayeux dite la Reine Mathilde         | Paule Adeline                                        | Rougemontiers          | Rue du château d'eau, sur le château d'eau                                                   |       | 2015         | 49° 21′ 54″ nord, 0° 43′ 33″ est | Image manquante |
| La fenaison                                            | Paule Adeline                                        | Villez-sur-le-Neubourg | Intersection de la rue des Carrières, de la rue Bigard et de la RD 137, sur le château d'eau |       | À déterminer | 49° 08′ 52″ nord, 0° 51′ 51″ est | Image manquante |
| Paysage                                                | Paule Adeline                                        | Vraiville              | Sur le château d'eau                                                                         |       | À déterminer | 49° 13′ 20″ nord, 1° 01′ 20″ est | Image manquante |

### Œuvres disparues ou retirées
| Œuvre                                     | Auteur                   | Commune                  | Localisation | Notes | Installation | Coordonnées                      | Illustration |
| ----------------------------------------- | ------------------------ | ------------------------ | --- | --- | ------------ | -------------------------------- | --- |
| Buste du docteur Lampérière               | Louis-Émile Décorchemont | Conches-en-Ouche         | Jardin public | Fondu sous le régime de Vichy, dans le cadre de la mobilisation des métaux non ferreux. | 1894         | 48° 57′ 41″ nord, 0° 56′ 35″ est | Buste du docteur Lampérière |
| Apollon du Belvédère,                     | Copie d'après Léocharès  | Évreux                   | Jardin de l'ancien convent des Capucins | Érigé[Quand ?] dans le parc du château de Bizy. Restitué à la duchesse d'Orléans en 1814. Installé[Quand ?] dans le jardin du Palais-Royal à Paris, d'où il est retiré après 1900[Quand ?].                                                            | 1809         | à géolocaliser                   | Image manquante |
| Buste de Philippe Rousseau,               | Jean-Léon Gérôme         | Évreux                   | Dans le square du théâtre | Représente Philippe Rousseau. Retiré en 1980 et placé au musée. | 1892         | à géolocaliser                   | Image manquante |
| Ève,                                      | Ernest Dagonet           | Gaillon                  | Dans le jardin de la mairie | Érigée en 1895 au musée du Luxembourg, puis en 1918 au Panthéon. Pour la protéger des intempéries et du vandalisme, elle est retirée en octobre 1988 et placée dans le centre culturel. Retirée en 2005 et installée au musée de Châlons-en-Champagne. | 1954         | 48° 57′ 25″ nord, 4° 21′ 48″ est | Ève |
| Statue de la République                   | À déterminer             | Gisors                   | Devant l'hôtel de ville | | 1895         | à géolocaliser                   | Image manquante |
| Buste de Jacques Daviel,                  | À déterminer             | La Barre-en-Ouche        | Devant le collège Jacques Daviel | Représentait Jacques Daviel. Un buste de remplacement en pierre est installé[Quand ?] sur la façade sud de la mairie, place de la Mairie. | À déterminer | à géolocaliser                   | Image manquante |
| Statue de Léon Gambetta,                  | Raoul Verlet             | Le Neubourg              | Sur la place Dupont de l'Eure | Représentait Léon Gambetta. Fondue sous le régime de Vichy, dans le cadre de la mobilisation des métaux non ferreux. | 1921         | à géolocaliser                   | Statue de Léon Gambetta« Monument à Gambetta au Neubourg », sur À nos grands hommes,« Monument à Gambetta au Neubourg », sur e-monumen |
| Monument aux morts de 14-18               | Paul Landowski           | Le Neubourg              | À déterminer | Détruit par un bombardement en juin 1944. | 1920         | à géolocaliser                   | Image manquante |
| Fontaine                                  | À déterminer             | Le Neubourg              | Sur la place de Gare, renommée place du Maréchal Leclerc par la suite                                                                                           | | À déterminer | 49° 09′ 02″ nord, 0° 54′ 35″ est | Image manquante |
| Statue de Nicolas Poussin,                | Jean-Louis Brian         | Les Andelys              | Devant l'ancienne mairie, sur la place de l'Hôtel-de-Ville, renommée place Nicolas-Poussin par la suite                                                         | Représentait Nicolas Poussin. Fondue sous le régime de Vichy, dans le cadre de la mobilisation des métaux non ferreux. | 1851         | 49° 14′ 50″ nord, 1° 25′ 03″ est | Image manquante |
| Buste de Charles Chaplin                  | Frédéric-Étienne Leroux  | Les Andelys              | Jardin public | Représentait Charles Chaplin. Fondu sous le régime de Vichy, dans le cadre de la mobilisation des métaux non ferreux. | 1893         | 49° 14′ 40″ nord, 1° 24′ 28″ est | Image manquante |
| Buste d'Adolphe Sellenick                 | Paul Ducuing             | Les Andelys              | Jardin public | Représentait Adolphe Sellenick. Fondu sous le régime de Vichy, dans le cadre de la mobilisation des métaux non ferreux. | 1907         | 49° 14′ 39″ nord, 1° 24′ 28″ est | Image manquante |
| Buste d'Ernest Thorel,                    | Raoul Verlet             | Louviers                 | Dans une niche à l'angle de la mairie et de l'ancienne bibliothèque, à la jonction de la rue Pierre Pierre Mendès France (RD 6155) et de la place Ernest-Thorel | Fondu sous le régime de Vichy, dans le cadre de la mobilisation des métaux non ferreux. La niche est restée vide. | 1908         | 49° 12′ 53″ nord, 1° 10′ 08″ est | Buste d'Ernest Thorel |
| Statue d'Edgar Raoul-Duval,               | Louis-Émile Décorchemont | Notre-Dame-du-Vaudreuil  | Sur la place de la mairie | Représentait Edgar Raoul-Duval. Fondue sous le régime de Vichy, dans le cadre de la mobilisation des métaux non ferreux. Le piédestal est resté vide.                                                                                                  | 1890         | 49° 15′ 35″ nord, 1° 12′ 37″ est | Image manquante |
| Statue d'Édouard Isambard,                | Albert Miserey           | Pacy-sur-Eure            | Sur la place René-Tomasini, devant la mairie | Représentait Édouard Isambard. Fondue sous le régime de Vichy, dans le cadre de la mobilisation des métaux non ferreux. | 1909         | 49° 00′ 50″ nord, 1° 22′ 53″ est | Image manquante |
| Le Poilu victorieux (monument aux morts), | Eugène Bénet             | Pacy-sur-Eure            | Sur la place de la Gare | Détruit en 1944. | À déterminer | 49° 00′ 53″ nord, 1° 23′ 10″ est | Image manquante |
| Buste d'Eustache-Hyacinthe Langlois       | Auguste-Vincent Iguel    | Pont-de-l'Arche          | Sur la place Hyacinthe Langlois | Représentait Eustache-Hyacinthe Langlois. Fondu sous le régime de Vichy, dans le cadre de la mobilisation des métaux non ferreux. | 1867         | 49° 18′ 17″ nord, 1° 09′ 22″ est | Image manquante |
| Buste du docteur Louis Auzoux             | Louis-Émile Décorchemont | Saint-Aubin-d'Écrosville | Sur la place de l'église | Représentait Louis Auzoux. Fondu sous le régime de Vichy, dans le cadre de la mobilisation des métaux non ferreux. | 1890         | 49° 08′ 34″ nord, 0° 59′ 39″ est | Buste du docteur Louis Auzoux |
| Buste d'Adolphe Barette,                  | Albert Miserey           | Vernon                   | Sur la place de l'Hôtel de ville | Fondu sous le régime de Vichy, dans le cadre de la mobilisation des métaux non ferreux. | 1900         | 49° 05′ 35″ nord, 1° 29′ 08″ est | Image manquante |